# 商业补给服务
商业补给服务（英語：Commercial Resupply Services，缩写：CRS）是美国国家航空航天局授予的一系列航天飞行任务，用于通过商业运营的航天器向国际空间站运送货物和补给品。第一份CRS合同于2008年签署，合同规定的任务持续至2016年，其中授予SpaceX公司16亿美元用于12次龙货运飞船飞行任务，并授予軌道科學公司（英語：Orbital Sciences）19亿美元用于8次天鹅座货运飞船飞行任务。为执行上述合同，两者开发了猎鹰9号和安塔瑞斯运载火箭。
首次执行的补给任务由SpaceX于2012年（SpaceX CRS-1）和轨道科学于2014年（Cygnus Orb-1）执行。
第二阶段合同（称为CRS-2）于2014年征求。2015年，美国国家航空航天局将CRS-1扩展到SpaceX的20次飞行和Orbital ATK的12次飞行。CRS-2合同于2016年1月授予Orbital ATK天鹅座货运飞船、内华达山脉公司追夢者號航天飛機和SpaceX龙飞船2号，用于从2019年开始的货物运输飞行，预计持续到2024年。